# Marco Rubio
Marco Antonio Rubio (Miami, Florida, Estats Units, 28 de maig de 1971) és un polític  nord-americà del  Partit Republicà i actual  Senador Júnior de l'estat de Florida. Rubio va ser membre de la Cambra de Representants de la Florida i a les eleccions de 2010 va guanyar el lloc en el Senat dels Estats Units per l'estat de Florida, convertint-se en el primer senador d'origen cubà de la història.

## Biografia
Rubio és d'origen Cubà. Va estudiar a la Universitat de Florida i en la Universitat de Miami, on va obtenir el seu títol d'advocat.

## Política
A Rubio se'l considera de l'ala conservadora del partit republicà.
El gener de 2000 va sortir escollit per a la Casa de Representants de Florida i va ser entre 2006 i 2010 portaveu del parlament.
El 2010 va aconseguir una butaca al Senat dels Estats Units, sent el candidat favorit del Tea Party movement. El governador de Florida, Charlie Crist, que també buscava aquesta mateixa butaca renunciar per això a la seva pertinença al Partit Republicà. La candidatura de Rubio pel senat s'ha vist entelada per investigacions segons les quals podria haver utilitzat la seva carta de crèdit del partit republicà per a fins personals, sense haver declarat aquestes despeses a Hisenda.

## Actualitat
Després de la derrota de Mitt Romney a les  eleccions de novembre de 2012, el nom de Rubio, entre altres líders significatius, s'esmenta amb insistència com a figura de recanvi en un Partit Republicà que desesperadament necessita una nova imatge, en particular, atreure l'electorat d'origen llatí.